# 1-甲基-4-苄基哌嗪
1-甲基-4-苄基哌嗪是一种有机化合物，化学式为C12H18N2，它可用作兴奋剂，其功效和苄基哌嗪类似。它可由1-甲基哌嗪和溴化苄在碳酸钾存在下反应制得。